# Келпін (Куявсько-Поморське воєводство)
Келпін (пол. Kiełpin, нім. Kelpin) — село в Польщі, у гміні Тухоля Тухольського повіту Куявсько-Поморського воєводства.
Населення — 848 осіб (2011).
У 1975-1998 роках село належало до Бидгощського воєводства.

## Демографія
Демографічна структура станом на 31 березня 2011 року:
|          | Загалом | Допрацездатний вік | Працездатний вік | Постпрацездатний вік |
| -------- | ------- | ------------------ | ---------------- | -------------------- |
| Чоловіки | 416     | 98                 | 276              | 42                   |
| Жінки    | 432     | 104                | 249              | 79                   |
| Разом    | 848     | 202                | 525              | 121                  |